# Blutendes Deutschland
Blutendes Deutschland ist ein tendenziöser, propagandistischer, deutscher Dokumentarfilm aus der Wendezeit 1932/33 von Johannes Häussler.

## Handlung
Der Film gibt einen historischen Abriss über die deutsche Geschichte des Zweiten Reichs, beginnend mit dem Deutsch-Französischen Krieg und der Reichsgründung 1871 bis zum Niedergang der Weimarer Republik. Wichtigste Stationen sind die Schlacht von Sedan und der Sieg über Frankreich, die Kaiserkrönung Wilhelms I. im Spiegelsaal von Versailles, gefolgt von einer langen Friedensphase (1871–1914), die mit dem ökonomischen Aufblühen Deutschlands einherging. Es folgt der Erste Weltkrieg mit der Abdankung Wilhelms II., die politischen Unruhen in Berlin und andernorts (sog. Spartakistenkämpfe), das Friedensdiktat von Versailles, die polnischen Übergriffe gegen Oberschlesien, die in Versailles 1919 erzwungene deutsche Abrüstung, die mit der Aufrüstung von Deutschlands Nachbarn einherging, die rapide ansteigende Arbeitslosigkeit sowie die 1923 von den Franzosen verfügte Hinrichtung des von den Nationalsozialisten als Märtyrer gefeierten Aktivisten Albert Leo Schlageters, der gegen die Ruhrbesetzung seitens Franzosen und Belgier aufbegehrte und mehrere Sprengstoffattentate verübte.
Einen besonderen Aspekt bildet die Entstehungsgeschichte des deutschen Nationalsozialismus. Hier werden vor allem die angeblich heroischen Momente herausgearbeitet: Gezeigt werden Adolf Hitlers frühe Auftritte in München (ab 1919), bebildert auch der Tod und das Begräbnis des Berliner SA-Führers Horst Wessels, einem weiteren nationalsozialistischen „Märtyrer“, die Harzburger Front, der sog. Stahlhelmtag, Reden Hitlers und Joseph Goebbels’ und schließlich die Ernennung Hitlers zum neuen Reichskanzler durch Reichspräsident Paul von Hindenburg und die Reichstagswahl vom 5. März 1933. Der Tag von Potsdam (21. März 1933) hingegen fehlt, da er ein Tag vor der Zensurvorlage des jetzt fertigen Films stattfand. Die in den österreichischen Kinos am 16. Juni 1933 angelaufene Version, die allerdings in Wien rasch mit Verbot belegt wurde, berichtet auch noch vom Maifeiertag 1933 als dargebotenes Ereignis. Diese Fassung maß rund 1700 Meter, verteilt auf vier Akte, und war damit nur unwesentlich kürzer als die Ende März 1933 uraufgeführte, reichsdeutsche Fassung von Blutendes Deutschland.

## Produktionsnotizen
Blutendes Deutschland entstand 1932, also noch vor dem Machtantritt der Nationalsozialisten, und wurde in seiner ersten Fassung am Silvestertag 1932 der Filmzensur vorgelegt. Die Fassung war 36 Minuten lang. Da sich die Ereignisse in Deutschland zum Jahresbeginn 1933 überschlugen, wurde die Ernennung Adolf Hitlers zum Reichskanzler am 30. Januar 1933 in die schließlich gezeigte Fassung miteingebaut. Diese 68-minütige Fassung passierte die Filmzensur am 22. März 1933 und wurde am 30. März 1933 uraufgeführt. Der Film war für die Jugend freigegeben und soll international Proteste ausgelöst haben.
Der gebürtige Engländer Philipp Manning führte als Sprecher durch diesen Film, Hanns Heinz Ewers schrieb den Prolog.

## Rezeption
„Dieser Film … stellt sich als eine gedrängte Uebersicht der letzten 60 Jahre deutscher Geschichte dar. (…) Ueberhaupt ist der Film, der der nationalen Erhebung gewidmet ist, in denen er … Vergleiche zwischen unserem Rüstungszustand und dem der anderen gibt, am wirkungsvollsten. Geradezu erschütternd sind aber die Originalaufnahmen von der Erschießung Leo Schlageters durch die Franzosen in der Golsheimer Heide bei Düsseldorf. (…) Der bei weitem umfangreichere zweite Teil des Films umfasst neben einigen frühen Aufnahmen aus der Hitler-Bewegung vor allem die drei letzten Jahre des Aufstiegs.“

Paimann’s Filmlisten befand: „Geschichtliche Reminiszenzen nach parteipolitischer Ideologie gesehen. Teils Originalaufnahmen aus Kriegsberichten und Wochenschauen, teils nachher gestellte filmische Beispiele geben in primitiver Struktur nur Umrisse und Erinnerungsbilder zum recht tendenziösen Begleitvortrag (Dr. Manning) zu Zwischentexten in nationalsozialistischer Terminologie. Infolge des verschiedenen Negativmaterials recht ungleiche Photographie, nicht immer befriedigende Tonwiedergabe. Wenn man weltanschauliche Erwägungen beiseitestellt und nur filmisch-qualitative Maßstäbe anlegt: zu skizzenhaft und zu wenig umfassend für den Titel, ohne dramatische Durchdringung des umfangreichen Stoffes“.

„Der erste Film der nationalen Erhebung ist „Blutendes Deutschland“ (1933). Geschichtliche Abschnitte und allerlei filmische Dokumente wurden hier unter einem gemeinsamen Sammelpunkt geordnet. Wo über Zeitereignisse kein Filmnegativ vorliegt, springen gestellte Aufnahmen ein, die sich dem Stil des Ganzen anpassen: die Geburtsstunde des Reiches, Weltkrieg, Novemberrevolution, Spartakuskämpfe, Besetzung des Ruhrgebietes, Schlageters Heldentod und schließlich Deutschlands Erwachen und nationale Wiedergeburt.“